# 伊菲克拉特斯
伊菲克拉特斯 （希臘語：Ιφικράτης; 約前418年—前353年），是古希臘雅典的傑出將軍，也是個軍事改革家。他的出身地位不高，父親是位鞋匠。他最知名的就是對古希臘輕盾兵進行改革，被認為是馬其頓腓力二世軍事改革的先驅。

## 戰績
伊菲克拉特斯相當具有軍事才能，在前392年到前390年與斯巴達作戰期間，他率軍幾乎完全殲滅斯巴達人引以為傲的600重裝步兵，在這之後又為雅典取下一座又一座的城市。然而，之後他與阿爾戈斯人發生了爭執，雅典只好把他從科林斯派到赫勒斯滂的戰場，他在那裡同樣獲得成功。前387年的安塔基達斯和約（Peace of Antalcidas）後，他前去幫助色雷斯奧德里西亞王國塞奧底斯（Seuthes）對抗科提斯一世（Cotys I），幫助塞奧底斯奪回王國，但最後伊菲克拉特斯反而與科提斯一世同盟。前378年，他被波斯帝國雇請，並率領一支傭軍幫助波斯重新征服埃及，但因為他與波斯將領法那巴佐斯發生爭吵，結果征服行動沒有成功。返回雅典後，他在前373年再度率領一支軍隊，前去被斯巴達人圍城的克基拉市解圍。
在前371年的和約後，伊菲克拉特斯返回岳父色雷斯科提斯一世處，並當科提斯一世決定要為色雷斯切索尼斯（Thracian Chersonese）歸屬權而與雅典開戰，而伊菲克拉特斯站在科提斯一世這一方。然而，伊菲克拉特斯拒絕率軍圍攻雅典在那裡的據點，他逃到安提沙（Antissa）去。雅典人很快地赦免他。
當同盟者戰爭爆發後，雅典人派他和其他將領率領軍隊討伐第二次雅典邦聯的前同盟國，但他們因為拒絕在暴風雨中出擊，而被前一位將軍雅典的卡瑞斯彈劾。儘管伊菲克拉特斯最後被釋放，但被罰了一筆很大的罰金。晚年，直到前353年他去世他都住在雅典，但其他文獻則說他返回色雷斯退休。

## 軍事改革
提到伊菲克拉特斯的名字，無疑就與輕盾兵軍事改革畫上等號。他建立了一支裝備輕盾的雇傭軍，並在軍事上有很大的成功。歷史學者們對於他的改革是哪一種輕盾兵有些爭議，較占流行的一派認為他改革了希臘的標槍兵，並使他們重裝化，可以在主戰線中的進行某種程度的近身戰。另一派認為伊菲克拉特斯的輕盾兵是改良古典希臘重裝步兵傭兵，讓他們輕裝化。還有人提出他的輕盾兵是把雅典海軍陸戰隊中的希臘重裝步兵換成輕盾。
他的「伊菲克拉特斯軍事改革」，包含增長長槍和劍的長度，用堅固的亞麻甲取代較重的青銅甲，並採用易穿易脫的新軍鞋「伊菲克拉特斯鞋」，另外他捨棄較重的阿斯庇斯圓盾，改用較輕的輕盾，並且讓輕盾可以懸掛在手臂上，使左手空出來幫助右手拿加長的長槍。透過這種方式，他大幅加強軍隊的移動力。另外，他也特別關注軍隊的規範、訓練、操演。加長的武器配合較輕的護甲和盾牌，他讓他的軍隊在戰術位置上更有攻擊能力。

## 註腳
1. ↑  狄摩西尼, Against Aristocrates
2. ↑  Ueda-Sarson, Luke, The Evolution of Hellenistic Infantry, Part 1: The Reforms of Iphikrates （页面存档备份，存于）

## 來原
- 本条目包含来自公有领域出版物的文本: Chisholm, Hugh (编).  (第11版). London: Cambridge University Press. 1911.

## 外部連結
- 康涅利烏斯·尼波斯 Life of Iphicrates （页面存档备份，存于）
- 普魯塔克的《道德小品》Sayings of Iphicrates （页面存档备份，存于）
- 波利艾努斯 Sixty-three Stratagems of Iphicrates （页面存档备份，存于）, from Book 3